# Antoniterkapelle (Mainz)
Die Antoniterkapelle und das Antoniterhaus in Mainz wurden im 14. Jahrhundert als Antonihof erbaut. Das Gelände in einer Randlage des frühmittelalterlichen Mainz lag längere Zeit brach, nachdem der Isiskult im Heiligtum der Isis und Mater Magna gegen Ende des 3. Jahrhunderts n. Chr. nicht mehr praktiziert wurde. Mitte bis Ende des 13. und 14. Jahrhunderts, als Mainz eine Freie Stadt war, entstanden viele Klöster in Mainz, von denen heute noch die Kirchen zu sehen sind. Das Augustinereremitenkloster, das Augustinerkloster (1260), das Karmeliterkloster (1290), die Kartause hinter dem Stift St. Alban vor Mainz (1330) und das Kloster der Antoniter, später Armklara.

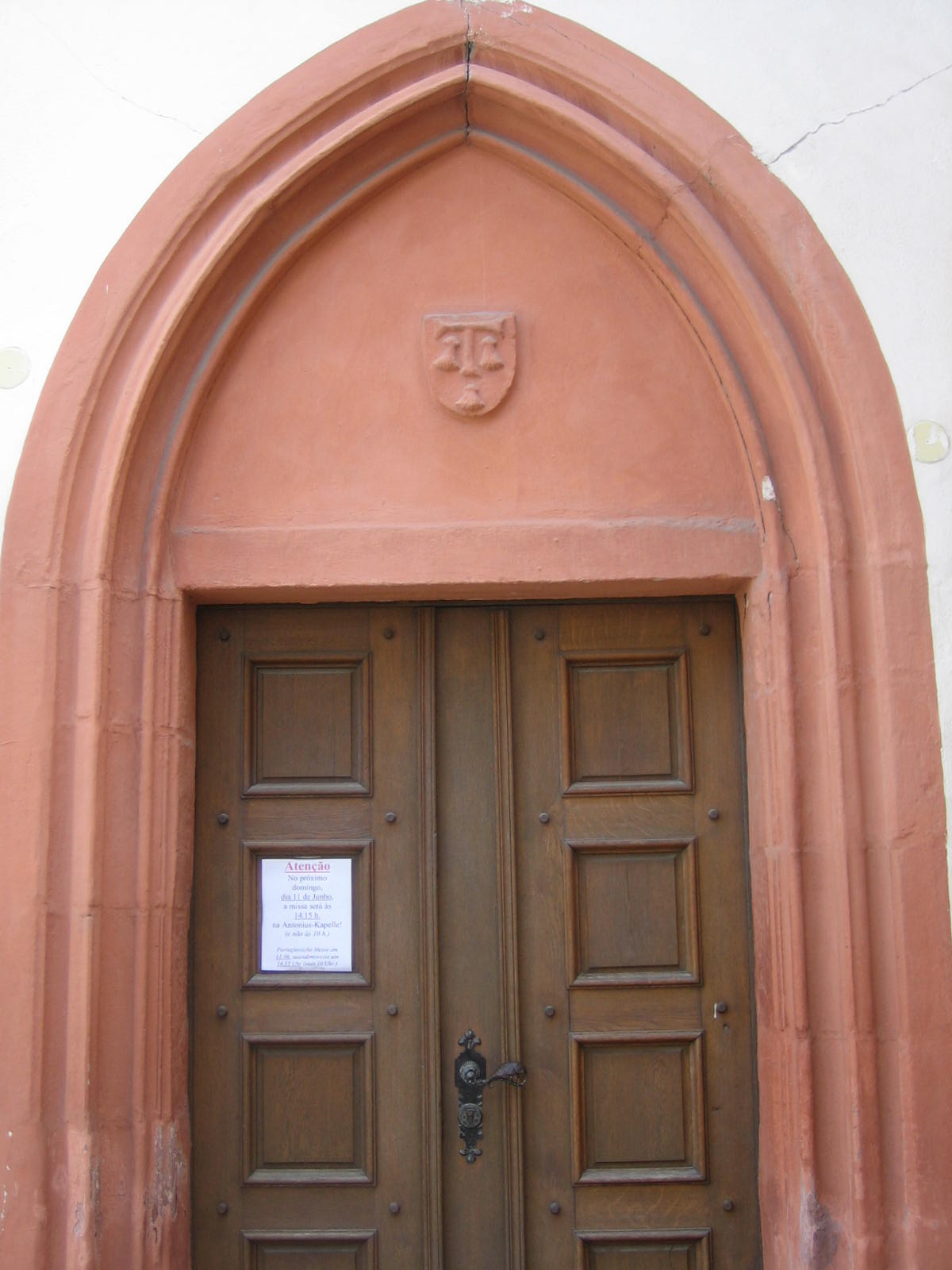
Antoniterkreuz am Eingang der Kapelle

## Stil
Stilistisch empfängt Mainz damals von Köln und Freiburg, sowie aus dem Lahngebiet Anregungen, die es verarbeitet und weiterentwickelt. Die Antoniterkapelle wurde im gotischen Stil erbaut. Das Portal der Antoniterkapelle ist noch heute mit dem Symbol des Ordens, dem T-förmigen Antoniterkreuz versehen. Die Kapelle besteht aus einem Langhaus, welches an den zweijochigen Chor mit Fünfachtelschluss angebaut wurde. Die restaurierten Gewölbemalereien zeigen Heilige in gezeichneten Maßwerksumrahmungen. Dies ist der einzige original erhaltene Gemäldezyklus in einer mittelalterlichen Mainzer Kirche.

## Ort

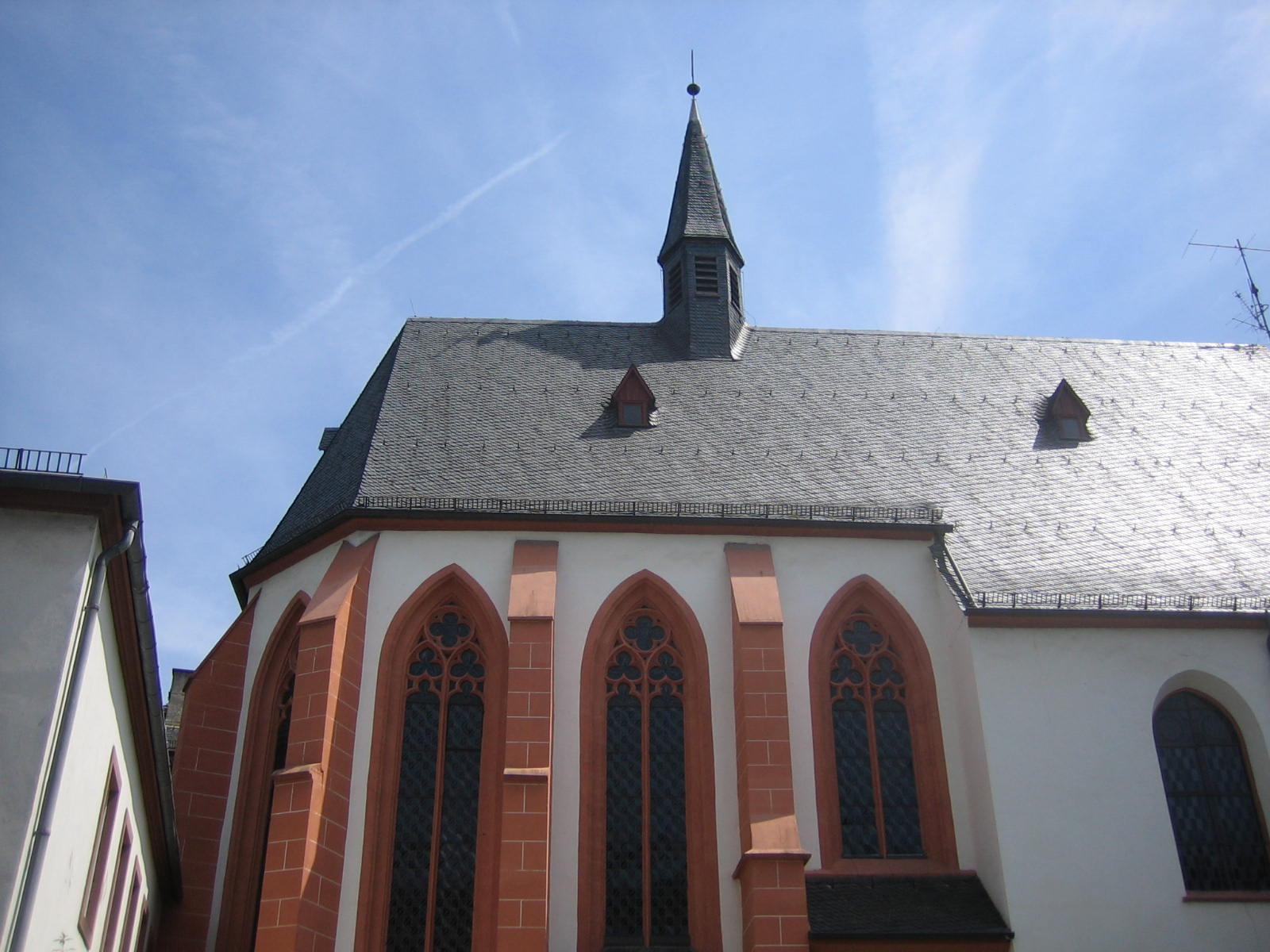
Antoniterkapelle von der Klarastraße aus

Das Gebäudeensemble befand sich an der Ecke Rosengasse/Klarastraße. Die Rosengasse, früher Auf der Rose, wurde gemäß dem Haus zur Jungfrauen in den Rosen an der Ecke zu Pfandhausstraße bezeichnet. Heute ist die Straße nach Kolping benannt.
Die Längsseite befand sich an der früheren Armklaragasse.
Der Ort wurde weit vorher Am Saukopf genannt, weil hier noch bis Mitte des 17. Jahrhunderts Schweineställe standen. Über dem Haupteingang des benachbarten Jüngeren Dalberger Hofs waren zur Erinnerung und quasi statt der damals noch nicht vorhandenen Straßenschilder drei Schweineköpfe eingemeißelt.

## Antoniter
Die ursprüngliche Kapelle wurde um 1134 erbaut. 1332 schenkte eine Mechtildis dem Frater Nikolaus von Andernach die seit 1330 erbaute, dem Heiligen Antonius geweihte Kapelle und wurde damit zur Stifterin des späteren Klosters. Nikolaus starb bereits 1333 und wurde in der Kirche begraben. Antoniter gab es seit 1324 in Mainz.

## Zweck
Die Antoniter-Chorherren kümmerten sich um Kranke die am damals so genannten Antoniusfeuer (Mutterkornbrand) litten. Hierzu betrieben sie in ihrem Thönes- oder Thöngeshof eine Badstube. Im Jahr 1528 trat der Präzeptor des Antoniterhauses zu Höchst das Kloster an Kurfürst Albrecht von Brandenburg ab; kurz darauf wurde der Antonihof mangels Nachwuchs geschlossen. Auch die neu hinzugekommenen, vom Landgrafen von Hessen aus dem Zisterzienserkloster Haina vertriebenen sieben Ordensbrüder konnten das Kloster nicht retten. Als Abt Ditmar starb, wurden die übrigen Mönche anderweitig untergebracht.
Seit 1574 wurde er vom Gewaltboten bzw. Walpoden (Walpot) als Amtsstätte genutzt. Kurfürst Daniel Brendel von Homburg überließ die Klostergebäude samt Kirche dem damaligen Walpoden, der die Kirche als Stall missbrauchte.

## Klarissen

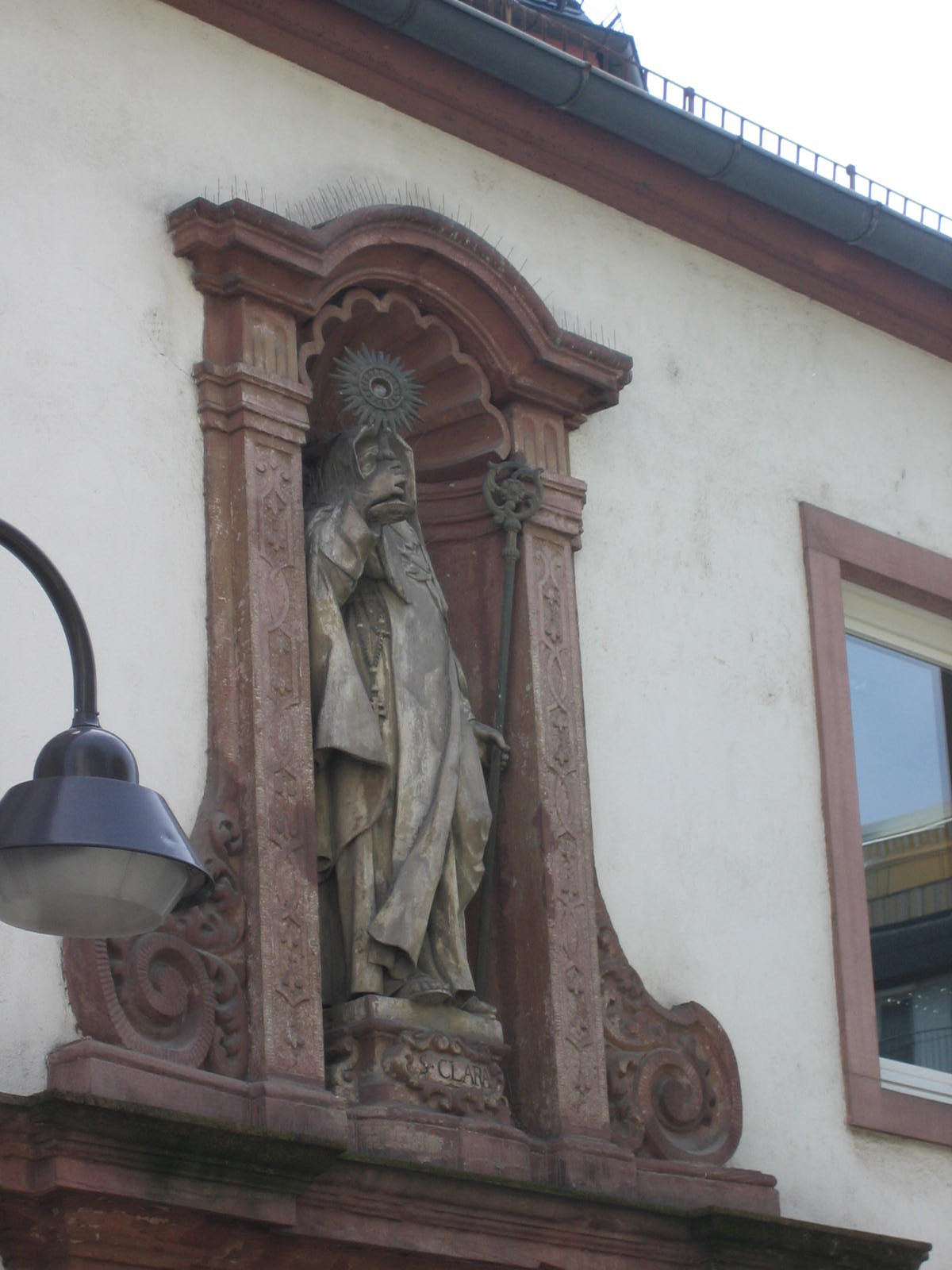
Portalfigur der Hl. Klara von Burkard Zamels

Ab 1619 wurde das Kloster von den Nonnen des 2. Orden des Heiligen Franziskus, allgemein Klarissen genannt, genutzt. Franziskanergeneral Nikolaus Vigerius zu Köln schickte vier Ordensfrauen aus dem Kloster Marientempel in der Glockengasse zu Köln nach Mainz. Es handelt sich hier um die Armen Klarissen, die eine noch strengere Form der Regel befolgen und sich damit von den seit 1272 in Mainz ansässigen reichen Klarissen abgrenzten. Die Ordensgründerin beider Strömungen, die Heilige Klara von Assisi ist noch heute am Eingang von der Klarastraße als Skulptur zu sehen. Kurfürst Johann Schweikhard von Cronberg überließ ihnen das Antoniterkloster unter der Bedingung, dass die Klarissen dem Walpoden eine Ersatzwohnung verschafften. Die Nonnen erbauten 1700 eine Vierflügelanlage im südwestlichen Anschluss an die Kirche und 1726 das noch heute bekannte dreigeteilte Klostergebäude an der Klarastraße. Das Kloster bekam damals die Erlaubnis, den vor dem Kloster gelegenen Töngesplatz zum Teil in den Neubau einzubeziehen.
Wie alle Klöster wurde auch das Arm-Klarenkloster während der napoleonischen Herrschaft aufgehoben.

## Spätere Nutzung
Eine Hebammenschule mit einer später integrierten Entbindungsanstalt setzte die wohltätige Arbeit der Klarissen von 1806 bis 1903 fort. Hier befand sich auch ein so genannter Triller, ein Vorläufer der Babyklappe, für Kinder die ausgesetzt werden sollten. Weitere Nutzungen waren Briefpost, Sparkasse sowie das Hochbauamt der Stadt Mainz und wiederum eine Sanitätswache. Die Kapelle diente eine Zeitlang dem anglikanischen und seit 1876 dem altkatholischen Gottesdienst.
Während des Zweiten Weltkriegs brannte die Kirche 1942 aus, wurde aber 1948 erneuert. Sie wurde zur neuen Kapelle des damals gegenüberliegenden Kolpinghauses bestimmt. Bei der Wiederherstellung wurden am Gewölbe eine Reihe von Figuren aus der Erbauungszeit freigelegt und wiederhergestellt.

## Heutige Nutzung
Die heutigen Gebäude werden vom Bistum Mainz als Sitz des kirchenmusikalischen Instituts genutzt. Fast jeden Sonntag wird in der Antoniuskapelle ein portugiesischsprachiger Gottesdienst gefeiert. Als intimer innenstädtischer Raum wird die Kapelle auch gerne für Trauungen in Anspruch genommen.
Jeden dritten Dienstag im Monat findet im Trauer-Raum in der Antoniuskapelle eine Feier speziell für Trauernde statt. Träger ist das Katholische Dekanat Mainz-Stadt aus dem Projekt Lebensraumorientierte Seelsorge.

## Orgel

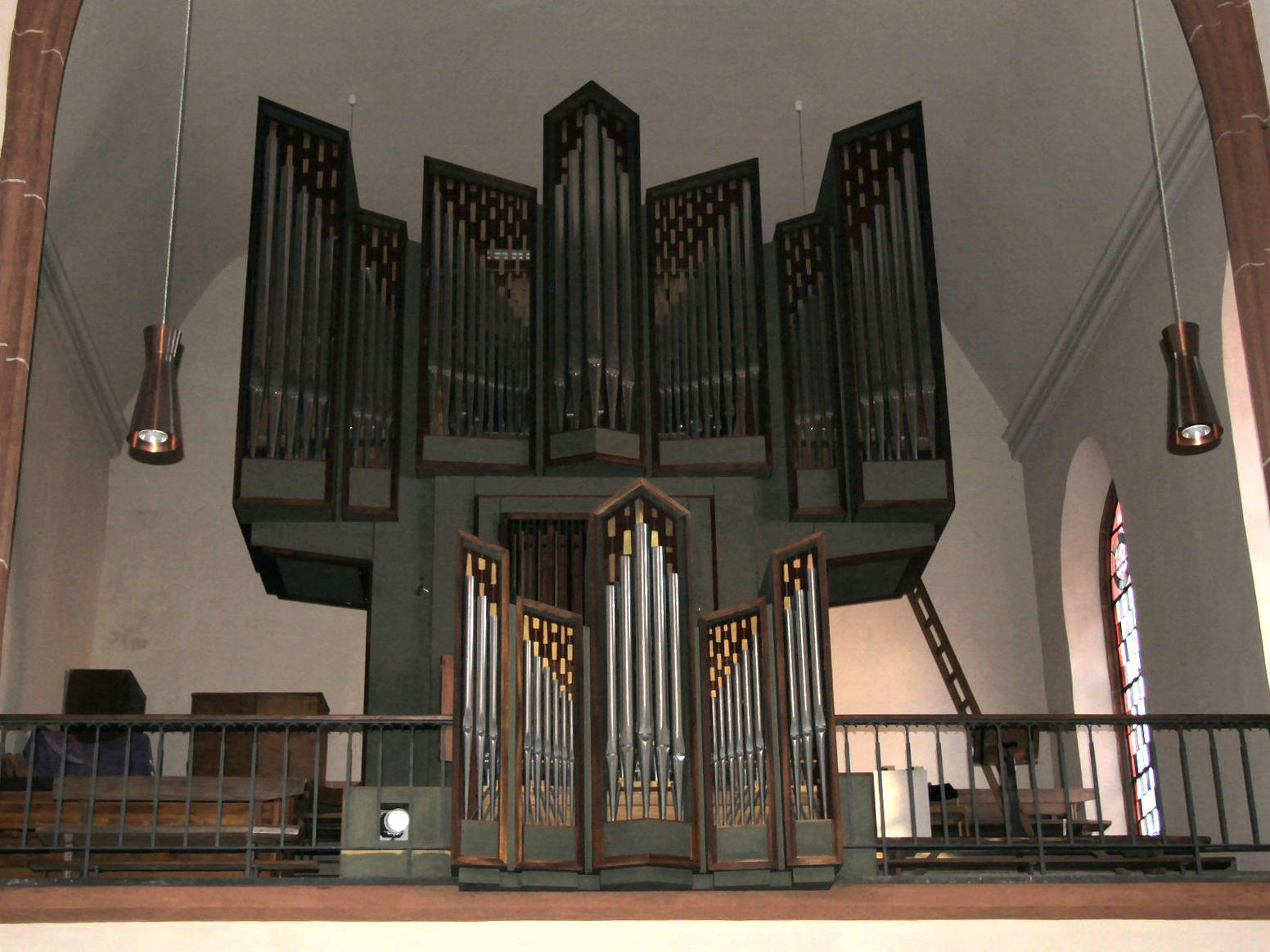
Ott-Orgel von 1972

Die Orgel wurde 1972 von Paul Ott aus Göttingen erbaut. Sie verfügt über 34 Register auf Schleifladen, verteilt auf 3 Manuale und Pedal. Die Spieltraktur ist mechanisch und die Registertraktur elektrisch ausgeführt. Wartungsarbeiten erfolgten in den letzten Jahren von den Orgelbaufirmen Oberlinger und Rainer Müller. Die Disposition lautet wie folgt:
| I Rückpositiv C–g3 |       |
| Gedackt            | 8′    |
| Prinzipal          | 4′    |
| Rohrflöte          | 4′    |
| Blockflöte         | 2′    |
| Sifflöte           | 1 ⁄3′ |
| Sesquialtera II    |       |
| Scharff IV         | 1′    |
| Krummhorn          | 8′    |
| Tremulant          |       |

| II Hauptwerk C–g3 |       |
| Quintade          | 16′   |
| Prinzipal         | 08′   |
| Spillflöte        | 08′   |
| Oktave            | 04′   |
| Gedacktflöte      | 04′   |
| Nasat 0           | 2 ⁄3′ |
| Oktave            | 02′   |
| Mixtur V 0        | 1 ⁄3′ |
| Trompete          | 08′   |

| III Brustwerk C–g3 |        |
| Singend Gedackt    | 08′    |
| Quintade           | 04′    |
| Prinzipal          | 02′    |
| Terzflöte 0        | 1 3⁄5′ |
| Oktave             | 01′    |
| Terzzimbel III 0   | 1⁄4′   |
| Rankett            | 16′    |
| Regal              | 08′    |
| Tremulant          |        |

| Pedal C–f1   |     |
| Subbaß       | 16′ |
| Oktave       | 08′ |
| Rohrgedackt  | 08′ |
| Oktave       | 04′ |
| Holzflöte    | 04′ |
| Nachthorn    | 02′ |
| Mixtur IV    |     |
| Posaune      | 16′ |
| Feldtrompete | 04′ |

- Koppeln: I/II, III/II, I/P, II/P, III/P
- Spielhilfe: 256fache Setzer-Kombination